# Wiktorija Wiktorowna Ussatschenko
Wiktorija Wiktorowna Ussatschenko (russisch Виктория Викторовна Усаченко; * 14. Dezember 1982 in Pjatigorsk) ist eine russische Boxerin. Sie ist siebenfache Medaillengewinnerin bei Welt- und Europameisterschaften.

## Werdegang
Wiktorija Ussatschenko stammt aus Pjatigorsk in der Region Stawropol. Sie begann dort als Jugendliche mit dem Boxen und ist Mitglied des Sportclubs Dynamo Pjatigorsk. Trainiert wird sie von N.V. Harutjunjan. Sie studierte an der Universität in Pjatigorsk Psychologie.
Bereits 2001 wurde sie vom russischen Box-Verband bei der Europameisterschaft der Frauen in Saint-Amand-les-Eaux, der ersten Europameisterschaft für Frauen, die stattfand, eingesetzt. Sie startete dort in der Gewichtsklasse bis 50 kg Körpergewicht (KG) und belegte nach einem Abbruchsieg in der 2. Runde über Maria Semertzoglou, Griechenland, sowie einer Niederlage gegen Hasibe Özer aus der Türkei den 3. Platz, womit sie ihre erste Medaille bei einer internationalen Meisterschaft gewann. Danach gibt es von ihr bis zum Jahre 2004 keine weiteren Ergebnisse mehr. In diesem Jahr wurde sie mit einem Punktsieg im Finale über Jelena Saweljewa russische Meisterin in der Gewichtsklasse bis 50 kg KG (aus den Jahren davor und aus den Jahren 2005 und 2006 sind die Ergebnisse dieser Meisterschaft leider nicht bekannt). 2004 startete sie auch bei der Europameisterschaft in Riccione/Italien und danach noch bei vielen weiteren internationalen Meisterschaften und Turnieren. Bei der Europameisterschaft in Riccione, von der keine Einzelergebnisse bekannt sind, erkämpfte sie sich in der Gewichtsklasse bis 50 kg Körpergewicht hinter Simona Galassi aus Italien, aber vor Hasibe Özer und Diana Ungureanu aus Rumänien den 2. Platz.
Im Jahre 2005 errang Wiktorija Ussatschenko bei zwei internationalen Meisterschaften Medaillen. Zunächst eine bronzene bei der Europameisterschaft in Tønsberg/Norwegen, wo sie in der Gewichtsklasse bis 50 kg KG gegen Yvonne Medby, Norwegen nach Punkten gewann (23:16) und gegen Hasibe Özer im Halbfinale nach Punkten verlor (7:22). Im September 2005 erkämpfte sie sich dann bei der zweiten Weltmeisterschaft der Frauen in Podolsk in der gleichen Gewichtsklasse nach einem Punktsieg über Chen Chia-Ling, Taiwan (18:9) und einer Punktniederlage gegen Ri Hyang Mi, Nordkorea (18:29), eine weitere Bronzemedaille.
Bei der Europameisterschaft 2006 in Warschau kam eine weitere Medaille hinzu. Sie erreichte dort das Finale, in dem sie gegen Hasibe Erkoç aus der Türkei (8:14) nach Punkten unterlag und damit Vize-Europameisterin wurde. Keine Medaille gewann sie dagegen bei der Weltmeisterschaft 2006 in New Delhi. Nach einem Abbruchsieg i.d. 2. Runde über Vicky Pelletier aus Kanada verlor sie dort im Viertelfinale gegen Li Siyuan aus China und belegte deshalb nur den 5. Platz. 2007 wurde Wiktorija Ussatschenko wieder russische Meisterin in der Gewichtsklasse bis 50 kg KG. Auf dem Weg zu diesem Erfolg besiegte sie Syrchin Schambalowa, Jekaterina Werschbizkaja und Ljubow Mordwina. Bei der Europameisterschaft 2007 in Vejle/Dänemark startete sie in der Gewichtsklasse bis 52 kg KG und gewann dort mit Punktsiegen über Katalin Kiss-Fekete, Ungarn u. Ayse Tas, Türkei (8:5) und einer Punktniederlage im Halbfinale gegen Wiktoria Rudenko, Ukraine (5.8) wieder einer Bronzemedaille. Weltmeisterschaften fanden in diesem Jahr keine statt.
Zum Gewinn der russischen Meisterschaft 2008 benötigte Wiktorija Ussatschenko fünf Siege. Sie schlug dabei u. a. im Halbfinale bzw. Finale Jelena Saweljewa (17:7) und Alexandra Kuleschowa (23:10) nach Punkten (Klasse bis 50 kg KG). Bei der Weltmeisterschaft 2008 im chinesischen Ningbo startete sie wieder in der Gewichtsklasse bis 52 kg KG, unterlag aber dort schon im Achtelfinale der Nordkoreanerin Tong Song Hye und landete deshalb zusammen mit allen Verliererinnen im Achtelfinale auf dem 9. Platz.
Nachdem Wiktorija Ussatschenko 2009 im Fliegengewicht mit einem Punktsieg über Jelena Saweljewa erneut russische Meisterin geworden war, startete sie bei der Europameisterschaft in Nikolajew/Ukraine im Bantamgewicht. Sie siegte dort über Eugenia Tasidou aus Griechenland nach Punkten, musste sich aber im Halbfinale der Ukrainerin Ivanna Krupenia nach Punkten geschlagen geben (2:4) und kam dadurch wieder auf den 3. Platz. Diese Medaille war ihre siebte und vorläufig letzte Medaille, die sie bei einer internationalen Meisterschaft gewann. Im Jahre 2010 wurde sie zwar im Bantamgewicht erneut russische Meisterin, wobei sie im Endkampf Anschela Uljanowa nach Punkten schlug (15:5), bei der Weltmeisterschaft 2010 Bridgeport/Barbados kam sie aber nicht zum Einsatz.
| Jahr | Platz | Wettbewerb                           | Gewichtsklasse | Ergebnis |
| 2001 | 3.    | EM in Saint-Amand-les-Eaux           | bis 50 kg KG   | nach Abbruchsieg in der 2. Runde über Maria Semertzoglu, Griechenland, und Abbruchniederlage in der 2. Runde gegen Hasibe Özer, Türkei                                                                |
| 2004 | 2.    | EM in Riccione/Italien               | bis 50 kg KG   | hinter Simona Galassi, Italien, vor Hasibe Özer und Diana Ungureanu, Rumänien |
| 2005 | 5.    | Intern. Turnier in St. Petersburg    | bis 50 kg KG   | nach Punktniederlage gegen Simona Galassi (9:16) |
| 2005 | 3.    | EM in Tønsberg/Norwegen              | bis 50 kg KG   | nach Punktsieg über Yvonne Medby, Norwegen (23:16) u. Punktniederlage gegen Hasibe Özer (7:22) |
| 2005 | 3.    | WM in Podolsk/Russland               | bis 50 kg KG   | nach Punktsieg über Chen Chia-Ling, Taiwan (18:9) u. Punktniederlage gegen Ri Hyang Mi, Nordkorea (18:29)                                                                                             |
| 2006 | 2.    | Ahmet-Comert-Turnier in Istanbul     | bis 50 kg KG   | nach Punktsieg über Fadia Idrissi, Dänemark, Abbruchsieg i.d. 1. Runde über Setseg Byamba, Mongolei, Punktsieg über Lidia Ion, Rumänien (29:11) u. Punktniederlage gegen Hasibe Erkoc, Türkei (12:16) |
| 2006 | 2.    | EM in Warschau                       | bis 50 kg KG   | nach Punktsieg über Delphine Mancini, Frankreich (3:0) u. Abbruchsieg i.d. 2. Runde über Valena Imbrogno, Italien u. einer Punktniederlage gegen Hasibe Erkoc (8:14)                                  |
| 2006 | 5.    | WM in New Delhi                      | bis 50 kg KG   | nach Abbruchsieg i.d. 2. Runde über Vicky Pelletier, Kanada und Punktniederlage gegen Li Siyuan, China (6:22)                                                                                         |
| 2007 | 3.    | Ahmet-Comert-Turnier in Istanbul     | bis 5 kg KG    | nach Punktsieg über Lalita Rani, Indien (19:11) und Punktniederlage gegen Ayse Tas, Türkei (10:19) |
| 2007 | 3.    | Witch-Cup in Pécs/Ungarn             | bis 50 kg KG   | nach Punktniederlage gegen Virginie Nave, Frankreich |
| 2007 | 3.    | EM in Vejle/Dänemark                 | bis 52 kg KG   | nach Punktsiegen über Katalin Kiss-Fekete, Ungarn und Ayse Tas (8:5) und einer Punktniederlage gegen Wiktoria Rudenko, Ukraine (5:8)                                                                  |
| 2008 | 1.    | Intern. Turnier in Stupino/Russland  | bis 52 kg KG   | nach Abbruchsieg in der 2. Runde über Oksana Koroljewa, Kasachstan und Punktsiegen über Sunita Kumari Yadav, Indien (22:10) u. Beyhan Karabicioglu, Türkei (21:9)                                     |
| 2008 | 3.    | Ladies-Nikolajew-City-Cup            | bis 52 kg KG   | nach Punktsieg über Jana Juranowa, Tschechien (17:2) und Punktniederlage gegen Wiktoria Rudenko, Ukraine (4:15)                                                                                       |
| 2008 | 9.    | WM in Ningbo/China                   | bis 52 kg KG   | nach Punktniederlage im Achtelfinale gegen Tong Song Hye, Nordkorea |
| 2009 | 3.    | EM in Nikolajew/Ukraine              | Bantam         | nach einem Punktsieg über Eugenia Tasidou, Griechenland (9:4) und einer Punktniederlage gegen Ivanna Krupenina, Ukraine (2:4)                                                                         |
| 2009 | 9.    | Intern. Turnier in St. Petersburg    | Bantam         | nach Abbruchniederlage i.d. 1. Runde gegen Sunita Kumari Yadav |
| 2010 | 2.    | Minoan-Cup in Heraklion/Griechenland | Bantam         | nach Punktsieg über Pernilla Larsen, Dänemark (13:0) und Punktniederlage gegen Eugenia Tasidou (7:11)                                                                                                 |
| 2010 | 3.    | Ladies-Nikolajew-City-Cup            | Bantam         | nach Punktsieg über Swetlana Kolschewnik, Ukraine (4:0) und Punktniederlage gegen Ivanna Krupenina |

## Russische Meisterschaften
(soweit bekannt)
| Jahr | Platz | Gewichtsklasse | Ergebnis |
| 2004 | 1.    | bis 50 kg KG   | nach Punktsieg im Finale über Jelena Saweljewa |
| 2007 | 1.    | bis 50 kg KG   | nach Abbruchsieg in der 1. Runde über Syrchin Schambalowa und Punktsiegen über Jekaterina Werschbizkaja (+9:9) und Ljubow Mordwina (12:6)                                        |
| 2008 | 1.    | bis 50 kg KG   | nach Abbruchsieg i.d. 3. Runde über Anna Stepaschkina u. Punktsiegen über Alei Schakirowa (20:4), Alena Wolkowa (22:7), Jelena Saweljewa (17:7) und Alexandra Kuleschowa (23:109 |
| 2009 | 1.    | Fliegen        | nach Abbruchsieg in der 2. Runde über Alena Minakowa und Punktsiegen über Natalja Tschetschekina (20:3), Anastasia Makarowa (17:6) und Jelena Saweljewa (14:1)                   |
| 2010 | 1.    | Bantam         | nach Punktsiegen über Chelga Sentschukowa (8:2), Natalja Tschetschekina (21:1), Jekaterina Sitschewa (9:0) und Anschela Uljanowa (15:5)                                          |

## Erläuterungen
- WM = Weltmeisterschaft, EM = Europameisterschaft
- KG = Körpergewicht
- Fliegengewicht, bis 51 kg, Bantamgewicht, bis 54 kg Körpergewicht
- bis 2008 gab es beim Frauenboxen bis zu 15 Gewichtsklassen. 2009 wurde von der AIBA eine Gewichtsklassenreform durchgeführt. Seit 2009 gibt es nunmehr bei den Frauen 10 Gewichtsklassen, die weitgehend an die Gewichtsklassen der Männer angeglichen sind. Deshalb können seit 2009 auch dieselben Bezeichnungen wie bei den Männern angewandt werden.